# کلتی (اسکاتلند)
کلتی (به انگلیسی: Kelty) یک شهرک در اسکاتلند است که در فایف واقع شده است. کلتی ۶٬۵۲۹ نفر جمعیت دارد.